# Jerzy Grabowski (architekt)

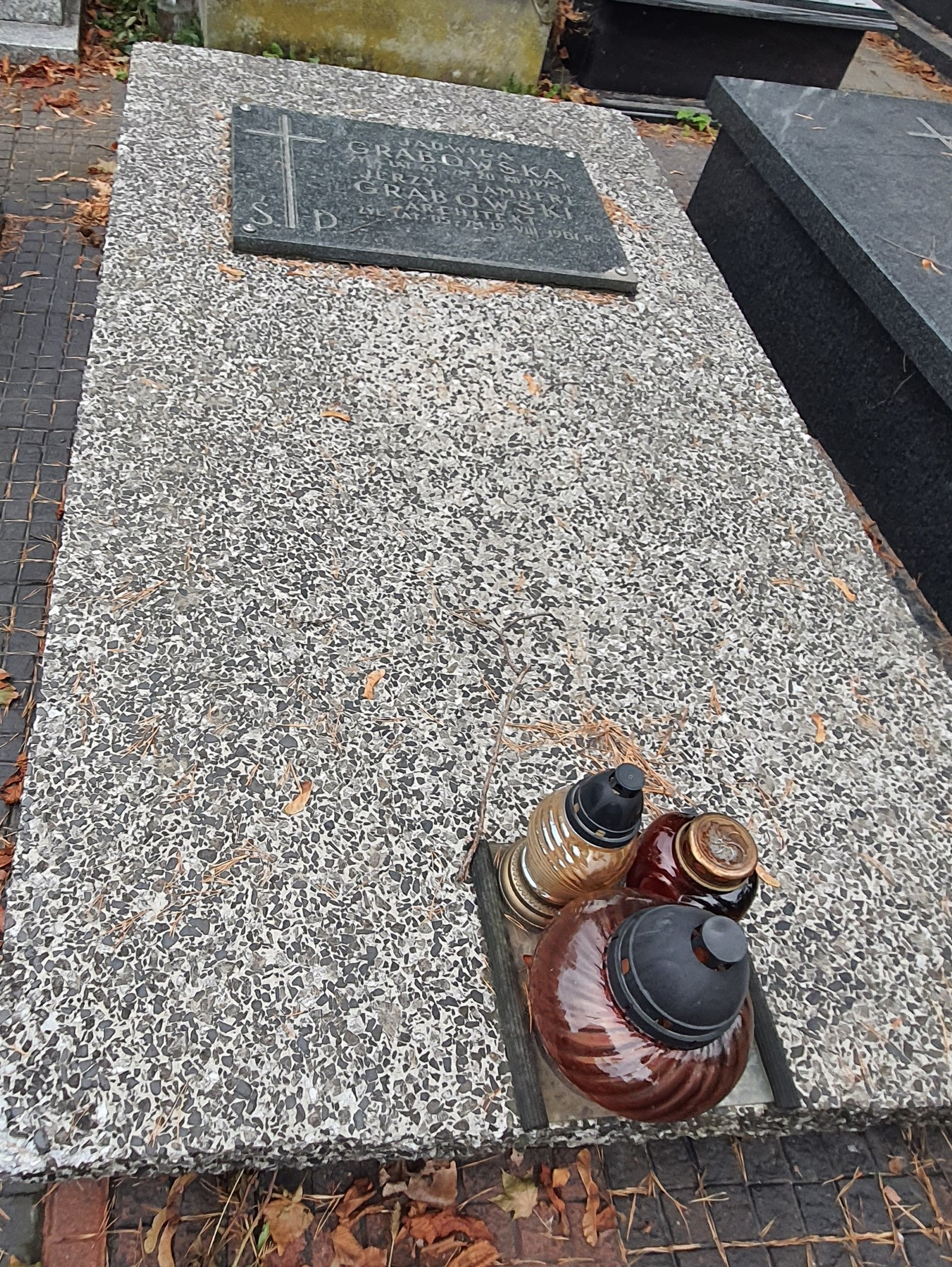
Grób Jerzego Grabowskiego na cmentarzu w Wilanowie w Warszawie

Jerzy Lambert Grabowski (ur. 16 kwietnia 1896 w Warszawie, zm. 19 sierpnia 1981) – polski inżynier architekt.

## Życiorys
Był synem Jana i Emilii z Barcikowskich. Ukończył Szkołę Ziemi Mazowieckiej w Warszawie. 
W latach 1912–1914 był członkiem „Zarzewia”. Od 11 listopada 1918 do 20 października 1920 służył jako ochotnik Wojska Polskiego w 1 Pułku Ułanów Krechowieckich. W okresie plebiscytu na Górnym Śląsku w latach 1920–1921 dał się poznać jako organizator ruchu sportowego oraz rozpoczął pracę dziennikarską. Był szefem Biura Prasowego Światowego Związku Polaków z Zagranicy. 
W 1922 ukończył studia na Wydziale Architektury Politechniki Warszawskiej. Był współredaktorem wydawanego w Bytomiu „Sportowca”, który odegrał poważną rolę w zdobywaniu przychylnego Polsce śląskiego elektoratu plebiscytowego. Po powrocie z Górnego Śląska kierował działem sportu w „Kurierze Polskim”, a następnie był korespondentem „Przeglądu Sportowego”, z którym współpracował do 1935. Ponadto był członkiem zarządu Ligi Morskiej i Kolonialnej, Polskiego Związku Lekkiej Atletyki, Polskiego Związku Piłki Nożnej, Komitetu Budowy Domu Polaków z Zagranicy im. marsz. J. Piłsudskiego w Warszawie oraz wiceprezesem Polskiego Komitetu Olimpijskiego, wiceprezesem Warszawskiego Okręgu Związku Piłki Nożnej, wiceprezesem Polskiego Kolegium Sędziów Piłki Nożnej, prezesem Warszawskiego Okręgu Kolegium Sędziów Piłki Nożnej, prezesem oddziału warszawskiego Polskiego Związku Dziennikarzy i Publicystów Sportowych, wiceprezesem Polskiego Związku Dziennikarzy Sportowych R.P., członkiem Związku Dziennikarzy RP. W 1939 był członkiem komitetu organizacyjnego II Zjazdu Polaków z Zagranicy.
Podczas II wojny światowej walczył w partyzantce na Kielecczyźnie.
Po wojnie zaangażował się w pracach przy Odbudowie Warszawy. Jego dziennikarska pasja ożywiła się ponownie gdy w 1946 utworzono tygodnik „Stolica”, na łamach którego publikował swoje artykuły. W 1947 został członkiem Naczelnej Rady Odbudowy Warszawy. Pełnił funkcję przewodniczącego Rady Głównej Społecznego Funduszu Odbudowy Stolicy, utworzonego w 1947. 3 listopada 1947 został mianowany członkiem Naczelnej Rady Odbudowy m. st. Warszawy w jej ramach sprawował stanowisko przewodniczącego Komitetu Wykonawczego. Został członkiem Obywatelskiego Komitetu Odbudowy Zamku Królewskiego w Warszawie. Był współautorem budowy gmachu Ministerstwa Rolnictwa przy ulicy Wspólnej.
Był współzałożycielem i organizatorem Towarzystwa Przyjaciół Warszawy, pełniąc przez wiele lat funkcję wiceprezesa Zarządu Głównego.
Poza pracą zawodową i organizacyjną pasjonował się sportem, szczególnie w młodzieńczych i akademickich latach. W latach późniejszych myślistwo. W latach 60. wchodził w skład Naczelnej Rady Łowieckiej, Głównego Sądu Łowieckiego, był również w Kolegium Odznaczeń Łowieckich. Przez szereg lat prezesował warszawskiemu Kołu Łowieckiemu „Knieja”. W 1980 został laureatem konkursu „Łowca Polskiego” na wspomnienie myśliwskie (nagrodzone opowiadanie pt. Mój złotomedalowy). W latach 1959–1971 był pierwszym przewodniczącym Rady Kampinoskiego Parku Narodowego.
Był bratem znanego piłkarza, dziennikarza i działacza sportowego Tadeusza Grabowskiego (1899–1985), od 1 marca 1931 mężem Heleny Kłokockiej.

## Ordery i odznaczenia
- Order Sztandaru Pracy I klasy
- Krzyż Oficerski Orderu Odrodzenia Polski (14 kwietnia 1947)[8]
- Złoty Krzyż Zasługi
- Srebrny Krzyż Zasługi (19 marca 1931)[9]
- Medal 3 Maja[1]
- Złoty Medal Zasługi Łowieckiej